# Baby Face
Baby Face (bra: Serpente de Luxo) é um filme pre-Code estadunidense de 1933, do gênero drama, dirigido por Alfred E. Green, e estrelado por Barbara Stanwyck e George Brent. O roteiro de Gene Markey, Kathryn Scola e Darryl F. Zanuck foi baseado em uma história do próprio Zanuck (sob o pseudônimo de Mark Canfield).
A trama retrata uma jovem atraente, amoral e alpinista social, que usa o sexo para melhorar seu estilo de vida. John Wayne, aos 25 anos, aparece brevemente como um dos amantes da personagem de Stanwyck.
Comercializado com o slogan "Ela o tinha e o fez pagar", a discussão aberta do filme sobre sexo o tornou um dos filmes mais notórios da era pre-Code de Hollywood, e ajudou a encerrar a era, já que a aplicação do Código de Produção se tornou mais rigorosa a partir de 1934. Mark A. Vieira, autor de "Sin in Soft Focus: Pre-Code Hollywood" disse: "Baby Face foi certamente um dos 10 principais filmes que fizeram com que o Código de Produção fosse aplicado". Em 2005, "Baby Face" foi selecionado para preservação no National Film Registry, seleção filmográfica da Biblioteca do Congresso dos Estados Unidos, como sendo "culturalmente, historicamente ou esteticamente significativo".

## Sinopse
Lily Powers (Barbara Stanwyck) é explorada por Nick Powers (Robert Barrat), seu pai negociante de bebidas ilegais em Erie, que a faz ter relações sexuais com seus clientes desde seus 14 anos. O único homem que Lily respeita é Adolph Cragg (Alphonse Ethier), um velho sapateiro adorador de Friedrich Nietzsche, que empresta muitos de seus livros a ela, e a aconselha a aspirar a coisas maiores. Quando seu pai morre em um acidente em sua própria destilaria, Lily resolve ir para Nova Iorque acompanhada apenas de Chico (Theresa Harris), sua amiga e criada negra.
Ao avistar um imenso edifício bancário, ela o escolhe para começar a sua ascensão social, aplicando exatamente o que aprendeu com os livros de Cragg. Dormindo com todos os homens que considera importantes para alcançar seus objetivos, Lily acaba provocando um escândalo que abala o alto escalão da empresa. Para preservar a imagem da instituição, Courtland Trenholm (George Brent), o presidente do banco, a manda para uma de suas filiais em Paris na esperança de que ela não se envolva em outras polêmicas ou deixe o emprego que arrumou, mas Lily continua no cargo e se reencontra com Courtland, percebendo que pode tentar seduzi-lo também.

## Elenco
- Barbara Stanwyck como Lily Powers

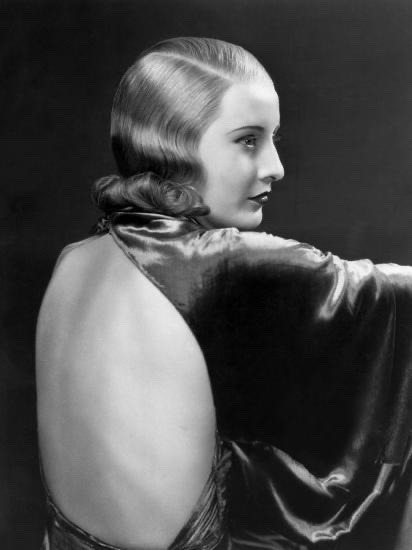
Stanwyck em "Baby Face".

- George Brent como Courtland Trenholm
- Donald Cook como Ned Stevens
- Alphonse Ethier como Adolf Cragg, um sapateiro
- Henry Kolker como J. P. Carter
- Margaret Lindsay como Ann Carter
- Arthur Hohl como Ed Sipple
- John Wayne como Jimmy McCoy, Jr., um dos amantes de Lily[11]
- Theresa Harris como Chico, amiga e criada de Lily
- Robert Barrat como Nick Powers, pai de Lily
- Douglass Dumbrille como Brody
- Charles Coleman como Hodges (não-creditado)
- Nat Pendleton como Stolvich (não-creditado)
- Harry Tenbrook como Trabalhador (não-creditado)
- Edward Van Sloan como Jameson, diretor do banco (não-creditado)
- Harry Wilson como Trabalhador (não-creditado)

## Produção
Esse filme foi uma resposta da Warner Bros. para a MGM, que tinha lançado um filme semelhante, "Red-Headed Woman" (1932), com Jean Harlow, outro filme pre-Code com uma temática semelhante. O produtor Darryl F. Zanuck escreveu um rascunho do filme e o vendeu para a Warner Bros. por 1 dólar. A Grande Depressão tinha devastado a indústria da época, e muitos funcionários dos estúdios estavam voluntariamente fazendo cortes salariais para ajudar na recuperação. Zanuck não precisava do dinheiro porque recebia um salário semanal de US$ 3.500. Ele mais tarde deixou a Warner Bros. e tornou-se o chefe de produção da 20th Century Fox.
Além de ter como protagonista uma mulher sedutora, o filme também é notável por mostrar uma relação de amizade entre Lily, uma mulher branca, com Chico, uma mulher negra. Mais tarde, Chico se torna a empregada de Lily, mas o relacionamento delas permanece amigável. Quando o pai de Lily tenta demitir Chico, Lily diz a ele que se Chico for embora, ela também vai. Em um momento do filme, J.P. (Henry Kolker), irritado com a cantoria de Chico, diz: "Eu gostaria que você se livrasse daquela garota negra fantástica", ao que Lily responde, com uma determinação sombria, "Não. Chico fica".
Stanwyck influenciou o roteiro do filme. Foi sua sugestão que Lily fosse forçada por seu pai a fazer sexo com os clientes de seu bar clandestino.
"Baby Face" foi filmado em 18 dias, e custou US$ 187.000.
Uma fotografia publicitária do filme mostra Barbara Stanwyck posando ao lado de uma escada, representando o passo a passo de Lily na escada do sucesso enquanto seduz inúmeros homens para alcançar seu objetivo.

### Músicas
Uma versão instrumental da canção "Baby Face" (1926), composta por Harry Akst, é tocada nos créditos de abertura e nas cenas posteriores. No entanto, a trilha sonora é dominada por uma versão instrumental de "Saint Louis Blues", de W. C. Handy, principalmente quando Lily está seduzindo sua última vítima. A música é reproduzida enquanto a câmera se move de andar em andar em uma maquete do prédio bancário, enquanto Lily sobe hierarquicamente. Theresa Harris canta versos e frases de "St.  Louis Blues", como a personagem Chico, ao longo do filme, e um triunfante acabamento de instrumentos metais é reproduzido na cena final. "I Kiss Your Hand Madame", de Ralph Erwin, do filme homônimo de 1929, serve de tema para o romance de Lily e Trenholm.

## Censura
Após seu lançamento limitado inicial, o Escritório Hays recomendou que o filme parasse de ser distribuído por causa de várias violações do Código de Produção. Uma extensa correspondência ocorreu entre Zanuck, Jack L. Warner da Warner Bros. e a Associação de Produtores de Cinema sobre maneiras de tornar o filme mais aceitável para os censores estaduais e municipais. A principal mudança foi alterar o final para um que mostrasse Lily perdendo tudo e retornando às suas raízes em sua cidade natal, onde ela se contenta em viver um estilo de vida modesto, mostrando assim ao público que seus vícios sexuais não foram recompensados. Além disso, o status de Lily como uma "mulher mantida" ficou menos óbvio, e a cena em que ela seduz um ferroviário em um vagão, enquanto sua amiga Chico está do outro lado cantando "Saint Louis Blues", foi cortada.
Outra mudança significativa foi que o entusiasmo do sapateiro pela filosofia Nietzschiana foi substituído por ele se tornar a voz moral do filme, mostrando que Lily estava errada ao usar seu corpo para alcançar o sucesso. A fala original dita pelo sapateiro foi:
"Uma mulher, jovem e bonita como você, pode conseguir qualquer coisa que desejar no mundo. Porque você tem poder sobre os homens. Mas deve usar os homens, não ser usada por eles. Você deve ser a mestra, não a escrava. Veja aqui – Nietzsche escreveu, "Toda a vida, não importa como a idealizemos, não é nada mais nada menos que exploração". É isso que estou lhe dizendo.  Explore a si mesma. Vá para a cidade grande onde você encontrará oportunidades! Use os homens! Seja forte! Desafiadora! Use os homens para conseguir as coisas que você quer!"
Após discutir com o roteirista Darryl F. Zanuck, Joseph Breen do Comitê de Relações Públicas do Estúdio sugeriu que fosse feita uma mudança na fala. Breen reescreveu ele mesmo a cena, a seguir:
"Uma mulher, jovem e bonita como você, pode conseguir qualquer coisa que desejar no mundo. Mas existe o jeito certo e o jeito errado. Lembre-se, o preço do jeito errado é muito alto. Vá para a cidade grande onde encontrará oportunidades! Não deixe as pessoas te enganarem. Você deve ser a mestra, não a escrava. Jogue limpo, seja forte, desafiadora, e você será um sucesso".
As novas falas foram dubladas em uma tomada e adicionadas posteriormente.
A versão original do filme foi rejeitada pelo Gabinete de Censura do Estado de Nova Iorque em abril de 1933. Uma nova versão foi feita com as mudanças acima, além de cortes em cenas que traziam conteúdos e insinuações sexuais. Em junho de 1933, os censores aprovaram a versão refeita, que então teve um lançamento bem-sucedido. O filme também foi inicialmente rejeitado pelo conselho de censura da Virginia.
A versão original sem censura permaneceu perdida até 2004, quando ressurgiu em um cofre de filmes da Biblioteca do Congresso dos Estados Unidos em Dayton, Ohio. George Willeman é creditado pela descoberta. A versão restaurada reestreou no Festival de Cinema de Londres em novembro de 2004. Em 2005, o filme foi considerado "culturalmente, historicamente ou esteticamente significativo", sendo selecionado para preservação na National Film Registry, além de ser nomeado pela revista Time como um dos 100 melhores filmes dos últimos 80 anos. A TCM, canal de televisão por assinatura, exibe a versão sem censura do filme.

## Recepção
As críticas contemporâneas do filme não foram muito positivas. Mordaunt Hall, do The New York Times criticou o filme, chamando-o de "um assunto desagradável, com incidentes apresentados de forma inexperiente", enquanto uma crítica no The New York Evening Post disse: "Você não pode escapar da crença de que Lily é uma megera da mais baixa ordem, e que os homens que brincam com ela estão condenados a perecer nas chamas".
As revisões modernas são mais apreciativas. Ty Burr, do The Boston Globe, chamou-o de "um artefato fascinantemente conflitante do feminismo da era da Depressão. Lily Powers é uma das grandes garotas duronas da tela, e Baby Face não consegue decidir se deseja celebrá-la ou amarrá-la. Mick La Salle, crítico de cinema do San Francisco Chronicle, disse: "As diferenças entre o original e as versões lançadas de Baby Face são pequenas, e ainda assim combinadas; elas demonstram a diferença entre um filme bom com três estrelas e um filme delicioso com quatro estrelas".

### Bilheteria
De acordo com a Warner Bros., o filme arrecadou US$ 308.000 nacionalmente e US$ 144.000 no exterior, totalizando US$ 452.000 mundialmente.